# Egg Harbor City
Egg Harbor City é uma cidade localizada no estado americano de Nova Jérsei, no Condado de Atlantic.

## Demografia
Segundo o censo americano de 2000, a sua população era de 4545 habitantes.
Em 2006, foi estimada uma população de 4454, um decréscimo de 91 (-2.0%).

## Geografia
De acordo com o United States Census Bureau tem uma área de
29,9 km², dos quais 28,8 km² cobertos por terra e 1,1 km² cobertos por água. Egg Harbor City localiza-se a aproximadamente 21 m acima do nível do mar.

## Localidades na vizinhança
O diagrama seguinte representa as localidades num raio de 16 km ao redor de Egg Harbor City.